# Mahou (chef des Medjaÿ)
Pour les articles homonymes, voir Mahou.
Mahou est chef de la police à Akhetaton.

## Biographie
Mahou est le chef des Medjaÿ d'Akhetaton. Medjaÿ est un terme désignant le peuple du désert oriental, connu pour ses compétences militaires, et désignait à cette époque la police.

## Tombe
La tombe de Mahou est la tombe 9 d'Amarna. La tombe a été ouverte pour la première fois par Urbain Bouriant en 1883. Un corridor grossièrement taillé mène à une porte décorée. Cette porte est décorée sur un côté d'une scène représentant Akhenaton et Néfertiti et leur fille aînée Mérytaton faisant des offrandes à Aton. Le mur opposé est décoré de Mahou agenouillé et d'une inscription de l'Hymne à Aton.
On accède ainsi à la première chambre qui contient une stèle à une extrémité et une fausse porte à l'autre. La stèle montre à nouveau le couple royal et sa fille, avec une représentation de Mahou et les prières qui l'accompagnent. La fausse porte montre également le couple royal faisant des offrandes et Mahou agenouillé avec un grand texte. Norman de Garis Davies mentionne que les prières contiennent un grand nombre d'erreurs.
Les murs sont également décorés et montrent à la fois les devoirs et les récompenses de Mahou. Les récompenses apparaissent sur le mur avant et sur la moitié nord du mur arrière. Les inscriptions n'étaient pas terminées mais les esquisses indiquent qu'il y aurait eu une scène de récompense montrant le roi accordant les honneurs à Mahou à la fenêtre d'apparition. Mahou est représenté accompagné de ses hommes, les Medjaÿ. Une autre scène montre Mahou recevant les honneurs non pas au palais, mais dans un temple.
Mahou est montré inspectant les défenses de la ville avec le roi et la reine. Cette scène semble avoir été conçue de façon unique pour cette tombe. Le vizir et d'autres officiels sont également présents. Dans une autre scène, Mahou est montré dans son travail de surveillance de la ville, et est montré dans une réunion avec le vizir (probablement Nakhtpaaton) et un officiel moins important nommé Heqanéfer. Mahou conduit trois prisonniers devant le vizir. Se trouver dans la réserve sans permission était apparemment une chose pour laquelle on était arrêté.
Les scènes dans le tombeau montrent des plates-formes avec des rampes surveillées par la police. Les normes militaires sont représentées sur ces plates-formes. Ces structures ont pu former une série de tours de guet et de postes de surveillance utilisés pour patrouiller dans la ville.
À l'arrière se trouve une porte menant à une deuxième chambre positionnée légèrement de travers par rapport à la première chambre. Un escalier en colimaçon à l'arrière de cette deuxième chambre mène à une pièce intermédiaire. D'autres marches complètent la tour et mènent à la chambre inférieure qui contient la fosse funéraire.

## Dans la littérature moderne
Paul C. Doherty a écrit une trilogie de livres où Mahou raconte dans un récit (très franc) à la première personne, les événements de l'ère d'Akhenaton et le rôle qu'il y a joué ainsi que ses relations avec d'autres personnages de la période amarnienne :
- Un esprit maléfique venu de l'Ouest (2003)
- La saison de la hyène (2005)
- L'année du cobra (2005)